# 5568 Mufson
Az 5568 Mufson (ideiglenes jelöléssel 1953 TS2) a Naprendszer kisbolygóövében található aszteroida. Az Indiana Egyetem fedezte fel 1953. október 14-én.